# Омоложение
Об омоложении популяции см. демографическое омоложение
Омоложе́ние или ревитализа́ция (дословно — «оживление» от лат. re… «повтор» + vita «жизнь»), реювена́ция (дословно — «омоложение» от лат. juvenālis «юношеский») — представление о возможности обратить вспять процесс старения.

## Исторический и культурный фон

### Античный мир
Поиски средства омоложения идут с глубокой древности («молодильные яблоки» и другие сюжеты в сказках) и с античной эпохи (где в мифах подробно описана процедура омоложения Эсона колхидской волшебницей Медеей), а также описан Геродотом Источник вечной молодости; средневековые алхимики искали эликсир бессмертия и омоложения.
Стали легендарными попытки поиска бессмертия китайского императора Цинь Шихуанди, который отправлял многочисленные экспедиции в поисках омолаживающего эликсира. По одной из версий Японское государство было основано этими людьми.

### Ренессанс
Истории продолжались и в XVI веке. Известный испанский исследователь Хуан Понсе де Леон возглавил экспедицию в Америку, чтобы найти «фонтан вечной молодости». Фонтан они не нашли, так как местные жители не знали его точное местоположение.
Другой широко цитируемый подход заключался в попытке передать молодость от молодых людей старым. Некоторые примеры этого подхода включали сон с девственницами или детьми (иногда буквально сон, не обязательно секс), купание или употребление их крови. Например, графиня Елизавета Батори купалась в крови убитых ей девушек.
Во всей Европе, а также за её пределами алхимики искали Философский камень, мифическую субстанцию, которая, как считалось, могла не только превратить свинец в золото, но и продлить жизнь и восстановить молодость. Хотя поставленная цель не была достигнута, алхимия проложила путь к медицинским достижениям сегодняшнего дня.

### Начало XX века
Очередная надежда на лёгкое омоложение появилась в конце XIX-начале XX века с открытием гормонов, прежде всего половых. Первая попытка научного подхода к омоложению принадлежит Ш. Э. Броун-Секару, который предположил, что причина старения — ослабление половой активности, и после испытаний на самом себе предложил в 1889 году в качестве омолаживающего впрыскивание под кожу экстрактов из семенных желёз животных. В 1910—1920-х годах началось активное коммерческое использование различных методик омоложения, поддерживаемое шумихой, созданной в прессе. Этим занимался, в частности, известный физиолог Эйген Штейнах в Вене (он связывал омоложение с клетками Лейдига в половых железах, а мужчинам делал операцию вазектомии с целью увеличения не только потенции, но жизненной силы вообще; делал он также пересадку половых желез животных людям). Сергей Абрамович Воронов, французский хирург, рожденный в России, получил известность благодаря своей методике прививания ткани яичек обезьяны к яичкам мужчин в 1920-х и 1930-х годах. Это был один из первых медикаментозных методов омоложения (до того, как в 1930—1940 годах он оказался ошибочным). Техника принесла ему много денег, хотя он уже был независимо богатым. К началу 1930-х годов более 500 мужчин лечились во Франции этой техникой омоложения и ещё тысячи людей во всем мире, например, в специальной клинике, созданной в Алжире.
Вскоре выяснилось, что эффект от гормонов скоротечный, реального омоложения или увеличения продолжительности жизни он не даёт, и ажиотаж очень быстро спал.

### Середина XX века
Швейцарский врач Поль Ниханс, который был одним из отцов клеточной терапии, разработал в 1931—1949 годах так называемую терапию свежей клеткой. Терапия свежими клетками заключается главным образом в использовании живых клеток эмбриона животных, которые вводятся пациенту с целью достижения активирующего эффекта. Эти клетки обычно извлекаются из овец, потому что по сравнению с другими животными, овцы являются «чистыми» животными и редко контактируют с болезнями. Конечно, клетки животных не могут быть частью ткани человека, но они могут выделять факторы для омоложения. Вот почему эта технология омоложения, несмотря на суровую критику, практикуется и по сей день.

## Современные методы омоложения
В настоящее время считается, что омоложение возможно Архивная копия от 6 ноября 2018 на Wayback Machine путём восстановления («ремонта») клеток и тканей человеческого организма медицинскими нанороботами, хотя существует проект «SENS» Обри ди Грей, не предусматривающий их использования. Определённые надежды на омоложение связывают с гипотетической возможностью использования индуцированных стволовых клеток и выращивания из них зачатков молодых органов — органоидов. Омоложение на клеточном уровне Архивная копия от 8 июня 2019 на Wayback Machine, генная терапия и первое испытание на человеке.
Некоторые пропагандисты здорового образа жизни (ЗОЖ) уверяют, что полного омоложения можно достичь простыми физическими упражнениями, например танцоры и балерины могут выглядеть моложе своих лет.
Физической активности недостаточно, чтобы вернуть первоначальную окраску седым волосам, сделать морщинистую кожу снова упругой. Пока этого не в состоянии сделать ни один из существующих способов.
Тем не менее, физическая активность необходима для продления активной жизни человека. По рекомендациям Всемирной Организации Здравоохранения люди в возрасте от 60 лет и старше, не должны пренебрегать такими видами физической активности как например: регулярные пешие прогулки, танцевальные паузы при сидячей работе, работы в саду или на огороде, плавание, езда на велосипеде. Желательно 300 минут в неделю уделять аэробике. Во всем мире с этой целью практикуют давно известные физические упражнения.
Помимо физической активности требуется также по возможности соблюдать правильный режим питания
Замедлить старение помогут также разрабатываемые в настоящее время сенотерапевтики, в частности сенолитики, которые в опытах на мышах позволяют существенно замедлить развитие атеросклероза — одного из сердечно-сосудистых заболеваний наиболее часто приводящих к смерти в мире

## Стратегии инженерного обеспечения незначительной старости
Биомедицинский геронтолог Обри де Грей инициировал проект "Стратегии сконструированной незначительной старости" (SENS), чтобы изучить, как обратить вспять повреждения, вызванные старением. Он предложил семь стратегий против того, что он называет семью смертными грехами старения:
1. В случае с мышцами потеря клеток может быть восстановлена (обращена вспять) просто с помощью соответствующих физических упражнений. Для других тканей необходимы различные факторы роста для стимулирования клеточного деления, а в некоторых случаях организм будет нуждаться в самообновлении стволовых клеток.
2. Стареющие клетки могут быть удалены путем активизации иммунной системы против них. Или же их можно уничтожить с помощью генной терапии, введя "гены-самоубийцы", убивающие лишь стареющие клетки.
3. Сшивание белков в значительной степени можно обратить вспять с помощью препаратов, разрушающих эти связи. Но для разрыва некоторых связей может потребоваться разработка ферментативных методов лечения.
4. Внеклеточный мусор (например, амилоид) может быть уничтожен с помощью вакцинации, побуждающей иммунные клетки "поглотить" мусор.
5. Для внутриклеточного мусора необходимо будет ввести новые ферменты, вероятно, ферменты из почвенных бактерий, способных избавиться от того мусора (липофусцин), с которым наши собственные природные ферменты не способны совладать.
6. В случае митохондриальных мутаций планируется не устранять их, а предотвращать вред от мутаций путем внесения соответствующим образом измененных копий митохондриальных генов в ядро клетки с применением генной терапии. Митохондриальная ДНК подвергается высокой степени мутагенного повреждения, поскольку большинство свободных радикалов образуются в митохондриях. Копия митохондриальной ДНК, расположенная в ядре, будет лучше защищена от свободных радикалов и обеспечит лучшее восстановление ДНК в результате повреждения. Все митохондриальные белки будут впоследствии импортированы в митохондрии.
7. Для рака (наиболее смертельное последствие мутаций) стратегия заключается в использовании генной терапии для удаления генов теломеразы и устранения теломеразо-независимых механизмов превращения нормальных клеток в "бессмертные" раковые клетки. Чтобы компенсировать потерю теломеразы в стволовых клетках, будут вводиться новые стволовые клетки каждые десять лет или около того.

В 2009 году Обри де Грей стал одним из основателей исследовательского Фонда SENS, дабы способствовать прогрессу в указанных выше направлениях.

## Иллюзия омоложения
Чтобы выглядеть моложе люди закрашивают седые волосы, брови, усы и бороды; используют кремы от морщин, используют антивозрастной макияж, пластические операции, имплантацию зубов, носят парики, делают различные косметологические процедуры, скрывают морщинистую шею под высоким воротником, руки перчатками, носят молодёжную одежду и т.д.